# Juich voor Nederland!
Juich voor Nederland! is een single van de Nederlandse zanger René Froger uit 2014. Froger bracht het nummer uit ter gelegenheid van het Wereldkampioenschap voetbal 2014 in Brazilië. Het nummer werd ook gebruikt in de commercial van de Jumbo-supermarkt. Zowel in de bijbehorende videoclip als in de commercial zijn ook Roy Donders en Frank Lammers te zien. De single bereikte een eerste plaats in de Nederlandse Single Top 100.

## Hitnotering

### NederlandseSingle Top 100
| Hitnotering: 24-05-2014 t/m 12-07-2014 | Hitnotering: 24-05-2014 t/m 12-07-2014 | Hitnotering: 24-05-2014 t/m 12-07-2014 | Hitnotering: 24-05-2014 t/m 12-07-2014 | Hitnotering: 24-05-2014 t/m 12-07-2014 | Hitnotering: 24-05-2014 t/m 12-07-2014 | Hitnotering: 24-05-2014 t/m 12-07-2014 | Hitnotering: 24-05-2014 t/m 12-07-2014 | Hitnotering: 24-05-2014 t/m 12-07-2014 | Hitnotering: 24-05-2014 t/m 12-07-2014 |
| Week:                                  | 1                                      | 2                                      | 3                                      | 4                                      | 5                                      | 6                                      | 7                                      | 8                                      |                                        |
| -------------------------------------- | -------------------------------------- | -------------------------------------- | -------------------------------------- | -------------------------------------- | -------------------------------------- | -------------------------------------- | -------------------------------------- | -------------------------------------- | -------------------------------------- |
| Positie:                               | 11                                     | 11                                     | 14                                     | 15                                     | 2                                      | 1                                      | 2                                      | 5                                      | uit                                    |